# Cetyniec mniejszy
Cetyniec mniejszy (Tomicus minor) – gatunek owada, najczęściej towarzyszący cetyńcowi większemu. Pojawia się w górnej części koron sosen, jest oligofagiem. Ma znaczenie w leśnictwie, na terenach występowania emisji przemysłowych. Atakuje najczęściej sosny, doprowadzając do obumierania konarów.
Jest mniejszy od cetyńca większego, osiąga długość około 4 mm. Na ścięciu pokryw brak pasków.
Znany z Europy, Afryki Północnej, północnej części Azji, Chin, Japonii, Korei i Tajwanu.